# Епсилон-мережа
ε-мережа (епсилон-мережа, ε-щільна множина) для підмножини {\displaystyle M} метричного простору {\displaystyle X} — множина {\displaystyle Z} з того ж простору {\displaystyle X} така, що для будь-якої точки {\displaystyle x\in M} знайдеться точка {\displaystyle z\in Z}, віддалена від {\displaystyle x} не більше ніж на ε.

## Пов'язані визначення
- Метричний простір, у якому для кожного {\displaystyle \varepsilon >0} існує скінченна {\displaystyle \varepsilon }-мережа, називається цілком обмеженим.
- Метрика {\displaystyle \rho } на множині {\displaystyle X} називається цілком обмеженою, якщо {\displaystyle (X,\rho )} — цілком обмежений метричний простір.
- Сімейство метричних просторів {\displaystyle (X_{\alpha },\rho _{\alpha })} таких, що для будь-кого {\displaystyle \varepsilon >0} існує натуральне число {\displaystyle N_{\varepsilon }} таке, що кожен простір {\displaystyle (X_{\alpha },\rho _{\alpha })} допускає {\displaystyle \varepsilon >0}-мережу з не більш ніж {\displaystyle N_{\varepsilon }} точок називається універсально цілком обмеженим.
  - Для таких сімейств виконується аналог теореми Громова про компактність.
- Топологічний простір, гомеоморфний цілком обмеженому метричному простору, називається метризованим цілком обмеженою метрикою.

## Приклади
- Для стандартної метрики множина раціональних чисел є ε-мережею для множини дійсних чисел для будь-якого ε > 0.
- Множина цілих чисел є ε-мережею для множини дійсних чисел для {\displaystyle \varepsilon \geq 0{,}5}.

## Властивості
- Метричний простір має еквівалентну цілком обмежену метрику тоді й лише тоді, коли він сепарабельний.
- Топологічний простір метризується цілком обмеженою метрикою тоді й лише тоді, коли він регулярний і задовольняє другій аксіомі зліченності.
- Метричний простір компактний тоді й лише тоді, коли він повний і цілком обмежений. У трохи загальнішому формулюванні, теорема Гаусдорфа про компактність стверджує, що для відносної компактності підмножини {\displaystyle M} метричного простору {\displaystyle X} необхідно, а в разі повноти простору {\displaystyle X} і достатньо, щоб за будь-якого {\displaystyle \varepsilon >0} існувала скінченна ε -мережа з елементів множини {\displaystyle M}.

- Повний метричний простір компактний тоді й лише тоді, коли для будь-кого {\displaystyle \varepsilon >0} в ньому існує компактна ε-мережа.